# أوسكار خيل
أوسكار خيل أوسيس (بالإسبانية: Óscar Gil Osés)‏ (مواليد 14 يونيو 1995 - بيرالتا ، إسبانيا) هو لاعب كرة قدم إسباني ، يلعب في مركزي قلب الدفاع وخط الوسط الدفاعي ، ويلعب حاليًا لنادي ريال أوفييدو الإسباني معارًا من نادي أتلتيك بيلباو لموسم واحد من 16 أغسطس 2016 وحتى 30 يونيو 2017.

## روابط خارجية
- أوسكار خيل على موقع قاعدة بيانات كرة القدم.إي يو (الإنجليزية)
- أوسكار خيل على موقع Soccerway.com (الإنجليزية)
- أوسكار خيل على موقع عالم كرة القدم.نت (الإنجليزية)
- أوسكار خيل على موقع AS.com (الإسبانية)